# ورنر وبر
ورنر وِبر (زادهٔ ۳۱ اوت ۱۹۰۴ در وولفرات؛ درگذشتهٔ ۲۹ نوامبر ۱۹۷۶ در گوتینگن) (به آلمانی: Werner Weber) حقوقدان برجستهٔ آلمانی بود. او از ویراستاران مجلهٔ «مجلۀ دولت» (Der Staat) به شمار می‌رفت و به عنوان یکی از صاحب‌نظران برجستهٔ حقوق عمومی و حقوق اساسی در آلمان شناخته می‌شود. وبر سال‌های طولانی عضو دادگاه قانون اساسی ایالت آزادِ هانزاییِ برمن و دادگاه قانون اساسی ایالت نیدرزاکسن بود. او همچنین ریاست «کمیسیون وبر»، کمیسیون کارشناسی اصلاحات اداری و ساختار منطقه‌ای در ایالت نیدرزاکسن را بر عهده داشت.

## زندگی
وِبر کوچکترین پسرِ آگوست وِبر، مدیر مدرسه، و همسرش ماریا وِبر (با نام خانوادگیِ ریکِن) بود. او پس از اخذ دیپلم، در رشتهٔ حقوق در دانشگاه‌های ماربورگ، برلین و بُن تحصیل کرد و دورهٔ کارآموزی خود را در دادگاه‌ها و دستگاه قضایی پروس تا زمان قبولی در آزمون قضاوت گذراند. وبر در سال ۱۹۲۸ تحت راهنمایی کارل اشمیت، با نگارش رساله‌ای دربارهٔ «ناسازگاری‌های پارلمانی» موفق به اخذ درجهٔ دکتری شد.
از سال ۱۹۳۱ تا ۱۹۳۷، وبر به عنوان مشاور در وزارت علوم، هنر و آموزش عمومی پروس و از سال ۱۹۳۴ در وزارت فرهنگ رایش مشغول به کار بود. او در بخش امور دینی و بخش‌های آموزش عمومی، موسیقی و حفاظت از محیط زیست فعالیت داشت.
وبر در اول ماه مه ۱۹۳۳ به عضویت حزب ناسیونال سوسیالیست کارگران آلمان (حزب نازی) درآمد (شماره عضویت ۲.۶۴۵.۳۶۴) و از سال ۱۹۳۶ عضو آکادمی حقوق آلمان بود. او در سال ۱۹۳۵ به کُرسی استادی حقوق عمومی در دانشکدهٔ عالی اقتصاد برلین منصوب شد، اما همزمان در وزارتخانه نیز به فعالیت خود ادامه می‌داد. وبر در برابر نفوذ روزافزونِ رویکردهای سیاسی، از درون مقاومت می‌کرد و به عنوان نمونه از شخصیت‌هایی که توسط حزب نازی تحت تعقیب بودند، مانند پل هیندمیت، کورت هوبر، هرمان آبندرت، حمایت می‌کرد تا اینکه در سال ۱۹۳۷ درخواست معافیت از خدمت در وزارتخانه را ارائه کرد.
انتصاب وبر به معاونت دانشکدهٔ عالی اقتصاد برلین به دلایل سیاسی ناکام ماند. در سال ۱۹۴۱، او دعوت‌هایی برای تدریس از دانشگاه‌های برسلاو و هاله دریافت کرد که آن‌ها را نپذیرفت. با این حال، وبر دعوت دانشگاه لایپزیگ را پذیرفت و در سال ۱۹۴۲ کرسی استادی دانشکدهٔ حقوق دانشگاه لایپزیگ را به دست آورد، اگرچه مخالفت‌هایی وجود داشت، به‌ویژه از سوی گاولایتر (رهبر منطقه‌ای حزب نازی) مارتین موچمان، که تهدید کرده بود اگر وبر به لایپزیگ بیاید، او را دستگیر خواهد کرد.
همزمان، وبر با اداره اصلی امنیت رایش و رئیس آن راینهارت هایدریش بر سر نقد یک حکم دادگاه عالی رایش دچار چالش شد، نقدی که هایدریش آن را "گستاخی" خوانده بود. هایدریش صراحتاً گفته بود: "من پیش از این در موارد متعددی متوجه شده‌ام که شما به طور نظام‌مند تلاش می‌کنید تا تحت لوایِ ارزیابی حقوقیِ به‌ظاهر بی‌طرفانه و عینی، از منافع فرقه‌ای حمایت کنید... من فعلاً از اقدامات سیاسی-دولتی خودداری کرده‌ام. با این حال، صراحتاً تاکید می‌کنم که در صورت تکرار، با اقدامات مقتضی از فعالیت‌های نامطلوبِ دیگرِ شما جلوگیری خواهم کرد." با این وجود، خانوادهٔ وبر در سال ۱۹۴۳ به لایپزیگ نقل مکان کردند.
وبر از سال ۱۹۳۲ با مارتا وبر (با نام خانوادگیِ هافمن) اهل تری‌یر ازدواج کرده بود. حاصل این ازدواج چهار فرزند بود که فرزند سوم، یک پسر، در سال ۱۹۴۶ بر اثر یک بیماری همه‌گیر که در سراسر لایپزیگ شایع شده بود، جان باخت. برادر وبر، پروفسور دکتر هانس وبر، در طول جنگ در ۹ ژوئیه ۱۹۴۲ در العلمین کشته شد. در دسامبر ۱۹۴۳، در یک حملهٔ هوایی، خانهٔ خانوادهٔ وبر و همچنین ساختمان دانشکدهٔ حقوق ویران شد. کار در دانشگاه تا پایان جنگ ادامه یافت و در سال ۱۹۴۶ از سر گرفته شد.
پس از پایان جنگ جهانی دوم، وبر در سال ۱۹۴۵ به دلیل عضویت در حزب نازی توسط ادارهٔ نظامی شوروی در آلمان (SMAD) از سِمَت خود عزل شد. با این حال، او توانست در سال ۱۹۴۶ ابتدا با یک قرارداد خدمت موقت در زمینهٔ پژوهش و مدیریت، و از سال ۱۹۴۷ با یک قرارداد رسمی در زمینهٔ تدریس، دوباره مشغول به کار شود. با این وجود، هجمه‌های سیاسی علیه او ادامه داشت، از جمله از سوی شهردار اریش تسایگنر (عضو حزب اتحاد سوسیالیستی آلمان - SED) که مدعی شده بود وبر در دورهٔ نازی "به طور مداوم علیه نظام سیاسی حاکم در آن زمان کار می‌کرده، آن هم به شکلی نامحسوس اما کاملاً مؤثر" و اکنون نیز علیه رژیم فعلی چنین عمل می‌کند.
وبر در سال ۱۹۴۸ دعوت دانشگاه گوتینگن برای تصدی کرسی استادی حقوق عمومی را پذیرفت - البته تا حدودی تحت فشار نیروهای اشغالگر شوروی. خانوادهٔ او در سال ۱۹۴۹ در زمان محاصره برلین از طریق پل حمل و نقل هوایی برلین و با یک هواپیمای حامل زغال‌سنگ به گوتینگن مهاجرت کردند.
وبر تا سال ۱۹۷۲ در دانشگاه گوتینگن به فعالیت خود ادامه داد. او در سال ۱۹۵۷ دعوت‌های دانشگاه‌های بُن و برلین را رد کرد. برای یک استاد حقوق عمومی، فعالیت در چهار دورهٔ مختلف حکومتی در آلمان امری منحصربه‌فرد بود. پس از آن، دوره‌ای با وظایف متعدد در زمینهٔ پژوهش و تدریس آغاز شد. او حدود ۳۰۰ دانشجو را در مقطع دکتری راهنمایی کرد. وبر از سال ۱۹۵۶ تا ۱۹۵۸ ریاست دانشگاه گوتینگن را بر عهده داشت. تلاش‌های ویژهٔ او معطوف به توسعهٔ ساختاری و بودجه‌ای دانشگاه و همچنین روابط بین‌المللی علمی با سایر دانشگاه‌ها و دانشجویان خارجی، به‌ویژه دانشجویان آسیایی و آفریقایی (اتحادیهٔ آفریقا-آسیا) بود. پس از تأسیس مجدد انجمن استادان حقوق عمومی آلمان در سال ۱۹۴۹، وبر برای سه سال به عضویت هیئت مدیره انتخاب شد و در سال‌های ۱۹۶۴ و ۱۹۶۵ ریاست آن را بر عهده داشت.
وبر همچنین عضو انجمن دانشگاهی، حلقهٔ کُنیگ‌اشتاین، آکادمی تحقیقات فضایی و برنامه‌ریزی منطقه‌ای، کارگروه حقوق راه‌آهن، بنیاد والتر ریموند، کارگروه ترویج تحقیقات علمی در نیدرزاکسن و بسیاری دیگر بود. او در تدوین قانون اساسی ایالت نیدرزاکسن نیز نقش داشت.
علاقهٔ ویژهٔ وبر معطوف به ایدهٔ اتحاد دوباره آلمان تجزیه‌شده بود. با الهام از حلقهٔ کُنیگ‌اشتاین و با حمایت سمینار حقوق عمومی وبر، او در سال ۱۹۵۷ به همراه ورنر یان، کتاب "چکیده و  سند سیاست اتحاد دوباره" (Synopse zur Wiedervereinigungspolitik) را با مستنداتی از سال ۱۹۴۵ تا ۱۹۵۷ منتشر کرد. کتاب "چکیده و سند سیاست آلمان" (Synopse zur Deutschlandpolitik) با مستنداتی از سال ۱۹۴۱ تا ۱۹۷۳ در سال ۱۹۷۳ منتشر شد. وبر در ۱۷ ژوئن ۱۹۶۶ در تالار عمومی بوندستاگ (پارلمان آلمان) سخنرانی‌ای با عنوان "جمهوری فدرال آلمان و اتحاد دوباره" ایراد کرد.
وبر عضو دادگاه قانون اساسی ایالت برمن و دادگاه قانون اساسی ایالت نیدرزاکسن بود و همچنین در چارچوب اصلاحات اداری و ساختار منطقه‌ای نیدرزاکسن فعالیت داشت. او نمایندگی چندین ایالت فدرال را در دادگاه قانون اساسی فدرال بر عهده داشت و به عنوان کارشناس نیز فعالیت می‌کرد.
فهرست آثار ورنر وبر شامل حدود ۴۰۰ اثر است که در سال ۱۹۶۴ توسط پسرش، اِکارت وبر، به مناسبت شصتمین سالگرد تولد او منتشر شد. این فهرست در سال ۱۹۷۴ تکمیل و در کتاب یادنامهٔ وبر با عنوان "در خدمت قانون و دولت" به چاپ رسید. در سال ۱۹۷۸ مجموعه‌ای از مقالات او از چهار دهه با موضوع "دولت و کلیسا در عصر حاضر" منتشر شد. پرداختن به این موضوع از دوران فعالیت او در بخش امور دینی وزارت فرهنگ در برلین آغاز شده بود.

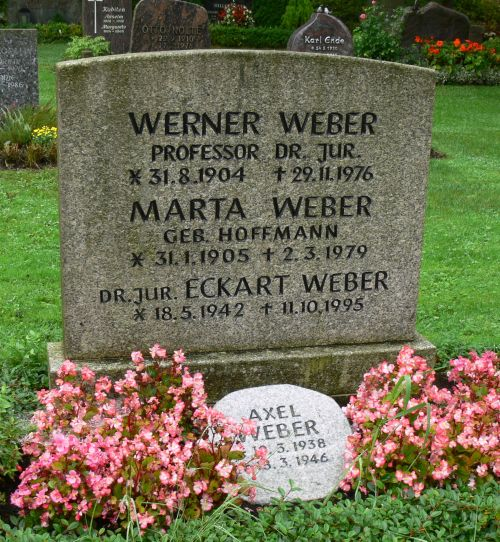
آرامگاه خانوادگی ورنر وبر، گورستان پارک یونکربرگ، گوتینگن

آثار مکتوب وبر عمدتاً در آرشیو فدرال آلمان واقع در کوبلنتس نگهداری می‌شود.

## افتخارات
- ۱۹۶۱: وی مفتخر به دریافت مدال ایالتی نیدرزاکسن گردید.
- ۱۹۶۹: نشان افتخار شایستگی جمهوری فدرال آلمان را دریافت کرد.
- ۱۹۸۴: به مناسبت هشتادمین سالگرد تولدش، دو سخنرانی وی در پارلمان ایالتی نیدرزاکسن همراه با مقدمه‌ای از کریستین استارک به چاپ رسید.
- ۲۰۰۴: کریستین استارک به مناسبت صدمین سالگرد تولد ورنر وبر، سخنرانی‌ای در مراسم رونمایی از لوح یادبود در منزل سابق وی در گوتینگن ایراد نمود.

## فهرست آثار (گزیده)
- Parlamentarische Unvereinbarkeiten (Inkompatibilitäten), 1930.
- Rechtswissenschaftliche Beiträge zum 25-jährigen Bestehen der Handels-Hochschule Berlin, 1931 (zus. mit Carl Schmitt, Paul Gieseke, Karl August Eckhardt, Hermann Krause u. Friedrich Kessler).
- mit Franz Wieacker: Eigentum und Enteignung, 1935.
- Die politische Klausel in den Konkordaten. Staat und Bischofsamt, 1939.
- Die Körperschaften, Anstalten und Stiftungen des öffentlichen Rechts. Eine Darstellung ihrer gegenwärtigen Ordnung, 1940, 2. Aufl. 1943.
- Die Verkündung von Rechtsvorschriften, 1942.
- Die Gesetzgebung der Besatzungsmächte, Sowjetische Zone, 1946.
- Die Ablösung der Staatsleistungen an die Religionsgesellschaften, 1948.
- Verwaltungsgesetze, 1948.
- Weimarer Verfassung und Bonner Grundgesetz, 1949.
- Die Frage der Gesamtdeutschen Verfassung, Vortrag im Königsteiner Kreis, 1950.
- Verwaltungsgesetze der ehemals preußischen Gebiete mit dem ergänzenden Recht der neuen Länder, 1951.
- Das Berufsbeamtentum im demokratischen Rechtsstaat, 1952.
- Die Rechtsstellung des deutschen Hochschullehrers, 1952.
- Die Gegenwartslage des Staatskirchenrechts, 1954.
- Die Selbstverwaltung in der Landesplanung, 1956.
- Das politische Kräftesystem in der wohlfahrtsstaatlichen Massendemokratie, 1956.
- Grundgesetz und Verkehr. In: Weber–Haustein: Rechtsgrundlagen des deutschen und des zwischenstaatlichen Verkehrs, 1956.
- Synopse zur Wiedervereinigungspolitik, 1957.
- Die Verfassung der Bundesrepublik in der Bewährung, 1957.
- Spannungen und Kräfte im westdeutschen Verfassungssystem, 2/1958, 3/1969.
- Festschrift für Carl Schmitt (hrsg. zus. mit Hans Barion und Ernst Forsthoff), 1959.
- Koalitionsfreiheit, 1961.
- Die deutschen Konkordate und Kirchenverträge der Gegenwart, 1962 und 1971.
- Die Gemeinden im nachbarschaftlichen und im bundesstaatlichen Spannungsfeld, 1962.
- Rechtsfragen der milchwirtschaftlichen Marktordnung, 1962.
- Niedersächsisches Finanz- und Abgabenrecht, 1963.
- Der Staat in der unteren Verwaltungsinstanz, 1964.
- Die Konfessionalität der Lehrerbildung in rechtlicher Betrachtung, 1965.
- Koalitionsfreiheit und Tarifautonomie als Verfassungsproblem, 1965.
- Die politische Klausel in den Konkordaten. Staat und Bischofsamt, Neudruck 1966.
- Ansprache am Tag der Deutschen Einheit im Plenarsaal des Deutschen Bundestages am 17. Juni 1966.
- Die Gegenwartslage des deutschen Föderalismus, 1966.
- Staats- und Selbstverwaltung in der Gegenwart, 1967.
- Die Teilung der Gewalten als Gegenwartsproblem, 1968.
- Der deutsche Bürger und sein Staat, 1968.
- Neue Aspekte der Freiheit von Forschung und Lehre, 1969.
- Probleme der Verwaltungs- und Gebietsreform, 1969.
- Die kreisangehörigen Städte in der Verwaltungsreform, 1970.
- Spannungen und Kräfte im westdeutschen Verfassungssystem, 1970.
- Das Kräftesystem in der wohlfahrtsstaatlichen Massendemokratie, 1972.
- Innere Pressefreiheit als Verfassungsproblem, 1973.
- „Allgemeines Gesetz“ und „für alle geltendes Gesetz“. In: Festschrift für Ernst Rudolf Huber, 1973.
- Synopse zur Deutschlandpolitik 1941–1973, mit Werner Jahn, 1973.
- Ist Verlass auf unser Grundgesetz? 1975.
- Staatsrechtler im Beruf, Vortrag beim Rotary-Club Göttingen am 1. März 1976.

## ادبیات ثانویه پیرامون ورنر وبر
- Peter Badura: Werner Weber 70 Jahre. In: Die Öffentliche Verwaltung (DÖV) 1974.
- Wilhelm Henke: Werner Weber zum 70. Geburtstag. In: Archiv des öffentlichen Rechts (AöR) 99 (1974), S. 481–483.
- Hans Schneider, Volkmar Götz (Hrsg.): Im Dienst an Recht und Staat. Festschrift für Werner Weber zum 70. Geburtstag, Duncker & Humblot, Berlin 1974 (mit Schriftenverzeichnis).
- In memoriam Werner Weber. Gedenkfeier am 6. Mai 1977 in der Aula der Universität Göttingen mit einer Gedenkrede von Hans Schneider und Gedenkworten von Hans-Jürgen Beug. Vandenhoeck & Ruprecht, Göttingen 1977 (= Göttinger Universitätsreden. Heft 62).
- Jörg Winter: Die Wissenschaft vom Staatskirchenrecht im Dritten Reich, Lang, Frankfurt am Main 1979.
- Volkmar Götz: Verwaltungsrechtswissenschaft in Göttingen. In: Fritz Loos: Rechtswissenschaft in Göttingen. Göttinger Juristen aus 250 Jahren (= Göttinger Universitätsschriften. Serie A: Schriften. Bd. 6), Vandenhoeck & Ruprecht, Göttingen 1987.
- Hans Schneider: Nachruf Werner Weber. In: Archiv des öffentlichen Rechts (AöR) 102 (1997), S. 470–473.
- Josef Isensee: Buchbesprechung zu: Die Staatsrechtslehre in der Nachkriegszeit. In: Zeitschrift für öffentliches Recht, Band 53, 1998.
- Franz J. Bauer: Geschichte des Deutschen Hochschulverbandes, K.G. Saur, München 2000.
- Henning Frank: Studium an der Juristenfakultät der Universität Leipzig Ende der vierziger Jahre, Leipzig 2001 (= Leipziger Juristische Vorträge, Heft 52).
- Die deutsche Staatsrechtslehre in der Zeit des Nationalsozialismus. In: Veröffentlichungen der Vereinigung der deutschen Staatsrechtslehrer, de Gruyter, Berlin 2001.
- Christian Starck: Würdigung – Erinnerung an Werner Weber (geb. 1904). In: Die Öffentliche Verwaltung (DÖV) 57 (2004), Heft 23, S. 996–1000, und in: Göttinger Jahrbuch, 2004.
- Martin Otto: Werner Weber – ein Opfer der politischen Säuberung nach 1945. In: Sächsische Verwaltungsblätter 12 (2004), S. 201–205, ISSN 0943-2442.
- Klaus Lange: Die Bedeutung Werner Webers für Niedersachsen. Zum 100. Geburtstag von Werner Weber. In: Niedersächsische Verwaltungsblätter 9/2004.
- Thomas Marschler: Kirchenrecht im Bannkreis Carl Schmitts. Hans Barion vor und nach 1945. Verlag Nova und Vetera, Bonn 2004, ISBN 3-936741-21-2.
- Eva Schumann: Die Göttinger Rechts- und Staatswissenschaftliche Fakultät 1933–1955. In: dies. (Hrsg.): Kontinuitäten und Zäsuren, Wallstein, Göttingen 2008.
- Jörn Ipsen: 60 Jahre Niedersächsische Verfassung. In: Niedersächsische Verwaltungsblätter. 5/2011.
- Michael Stolleis: Geschichte des öffentlichen Rechts in Deutschland, Band 4, Beck, München 2012.
- Helmuth Schulze-Fielitz: Staatsrechtslehre als Mikrokosmos, Mohr Siebeck, Tübingen 2013.
- Eberhard Schmidt-Aßmann: Werner Weber. In: Staatsrechtslehrer des 20. Jahrhunderts. Hrsg. von Peter Häberle u. a., de Gruyter, Berlin 2015.
- Eberhard Schmidt-Aßmann: Weber, Werner. In: Neue Deutsche Biographie (NDB). Band 27. Duncker & Humblot, Berlin not yet published, p. 509 f. (full text online) (آلمانی)